# Кафеџија
Кафеџија је занатлија који се бави припремањем топлог напитка од кафе. 

## Кафа
Назив кафа се према једној верзији тумачења везује за простор Етиопије и име етиопске провинције - Кафа, док, по другој верзији тумачења, овај назив долази од арапске речи ghahweh, којом се означава вино. Сходно овом тумачењу, кафа је, по доласку у Европу, називана арапско вино. Са кафом су на наш простор стигле и прве кафане, као места где су кафеџије спремале чај и кафу и где се седело и разговарало, и уз кафу и чај пушили лула и чибук. 

## Занимљивости
Кафа је код нас стигла у османлијско време из Инстанбула.
Интересантно је да је прва кафана у Европи отворена управо у Београду. Након што су Турци 1521. године освојили Београд и донели са собом обичај испијања кафе, 1522. године отворена је прва кафана на Дорћолу. Током времена домаће становништво је прихватило обичај испијања кафе и кафана је постала средиште културног, политичког и друштвеног живота.
Кафеџија и кафана је било у свим градовима. Скоро сваки већи сокак и улица имали су своју кафану, а касније је кафана било и у селима. Оне су постале кључна места разговора и дружања, у њима су се размењивале информације, писане су песме, одржаване су чак и прве филмске пројекције и играна нека позоришна дела. Укратко, кафана је постала место где је почињао живот. 
1522. године кафеџијски занат и кафански живот стигли су у Београд, готово читав један век пре него у остатак Европе.